# Tadej Strehovec
Tadej Strehovec, slovenski duhovnik, teolog in frančiškan, * 1973.
Tadej Strehovec je po srednji šoli v Ljubljani nadaljeval študij na Teološki fakulteti Univerze v Ljubljani, na kateri je leta 1999 diplomiral iz teologije, 2001 magistriral iz teologije, 2005 pa tudi doktoriral iz znanosti ter istega leta v okviru podoktorskega študija magistriral iz aplikativne etike na Katholieke Universiteit Leuven (Belgija). Od leta 2007 je član Komisije Pravičnost in mir pri Slovenski škofovski konferenci, član Skupine za bioetiko pri COMECE (Belgija) (2010) ter član Skupine evalvatorjev in strokovnjakov za etiko pri Evropski komisiji (2006). Od leta 2006 je asistent pri Katedri za cerkveno pravo in moralno teologijo. Je član Reda manjših bratov (frančiškanov).
Slovenski škofje so ga spomladi 2013 imenovali za generalnega tajnika in tiskovnega predstavnika Slovenske škofovske konference (do 2022).

## Dela
Strehovec je avtor številnih razprav, znanstvenih člankov in študij o bioetiki, genetiki in dostojanstvu človekovega življenja.
Je tudi skrbnik portala 24kul.si. Zaradi leta 2016 objavljenega članka na tem portalu, v katerem je 165 oseb in 14 nevladnih organizacij označenih za "abortivni lobi", odgovoren za "ubijanje nerojenih otrok", je bila zoper njega podana obtožnica javnega spodbujanja sovraštva, nasilja ali nestrpnosti; obtožni predlog je bil kasneje umaknjen zaradi odsotnosti dokazov o avtorstvu spornega članka.